# Melanophryniscus stelzneri
Espèce
Synonymes
- Phryniscus stelzneri Weyenbergh, 1875
- Melanophryniscus stelzneri spegazzinii Gallardo, 1961

Statut de conservation UICN

 LC  : Préoccupation mineure
Melanophryniscus stelzneri est une espèce d'amphibiens de la famille des Bufonidae.

## Répartition
Cette espèce est endémique de l'Argentine. Elle se rencontre dans les provinces de Buenos Aires, de Córdoba, de San Luis et de Salta entre 900 et 2 000 m d'altitude en populations fragmentées.

## Taxinomie

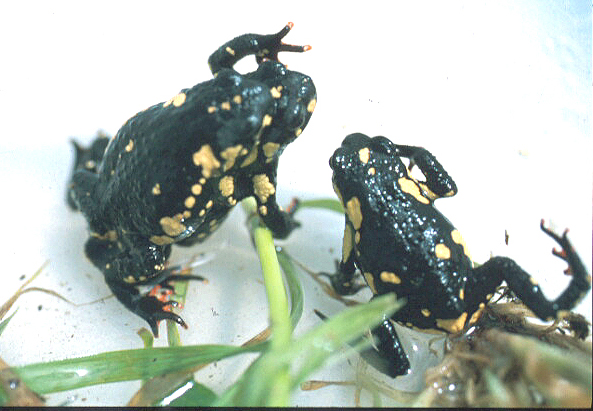
Melanophryniscus stelzneri

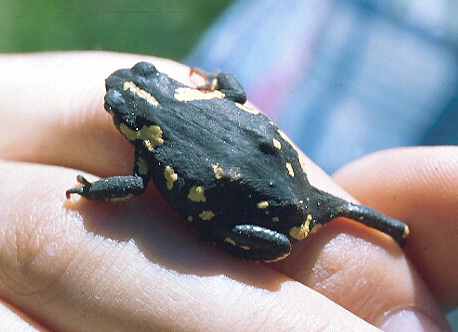
Melanophryniscus stelzneri

Pour l'UICN cette espèce pourrait être un complexe d'espèce. Elle a défini trois sous-espèces Melanophryniscus stelzneri stelzneri des provinces de Córdoba et de San Luis, Melanophryniscus stelzneri spegazzinii de la province de Salta et une sous-espèce non décrite de la province de Buenos Aires.

## Étymologie
Cette espèce est nommée en l'honneur d'Alfredo Wilhelm Stelzner (1840–1895).

## Publication originale
- Weyenbergh, 1875 : Apuntes pequeños. Periódico Zoológico, vol. 1, p. 331-333.